# Kristof Hoho
Kristof Hoho est un joueur belge de volley-ball né le 7 août 1980 à Maaseik (Limbourg). Il mesure 1,96 m et joue réceptionneur-attaquant. Il est international belge. Il est également joueur de beach-volley.

## Biographie
Le 22 août 2009, il est victime d'un malaise cardiaque lors d'un entraînement et a été placé sous coma artificiel. Après deux semaines passées à l'hôpital de Padoue, il vit désormais avec un défibrillateur implanté.

## Clubs
| Club                  | De        | À         |
| --------------------- | --------- | --------- |
| Noliko Maaseik        | 2000-2001 | 2003-2004 |
| Knack Roeselare       | 2004-2005 | 2005-2006 |
| Beauvais Olympique UC | 2006-2007 | 2006-2007 |
| VC Al-Ain             | 2007-2008 | 2007-2008 |
| Budvanska Budva       | 2008-2009 | 2008-2009 |
| Pallavolo Padoue      | août 2009 |           |
| Knack Roeselare       | 2010-2011 | 2010-2011 |
| SK Aich-Dob           | 2011-2012 | 2011-2012 |
| Noliko Maaseik        | 2012-2013 | ...       |

## Palmarès
- Championnat de Belgique (7)
  - Vainqueur : 2001, 2002, 2003, 2004, 2005, 2006, 2010
- Coupe de Belgique (6)
  - Vainqueur : 2001, 2002, 2003, 2005, 2006, 2011
- Supercoupe de Belgique (7)
  - Vainqueur : 2001, 2002, 2003, 2004, 2005, 2006, 2010
- Championnat du Monténégro (1)
  - Vainqueur : 2009
- Championnat des Émirats arabes unis (1)
  - Vainqueur : 2008